# Calliactis tricolor
Calliactis tricolor is een zeeanemonensoort uit de familie Hormathiidae.
Calliactis tricolor is voor het eerst wetenschappelijk beschreven door Lesueur in 1817.